# Arthur Stanley Hirst

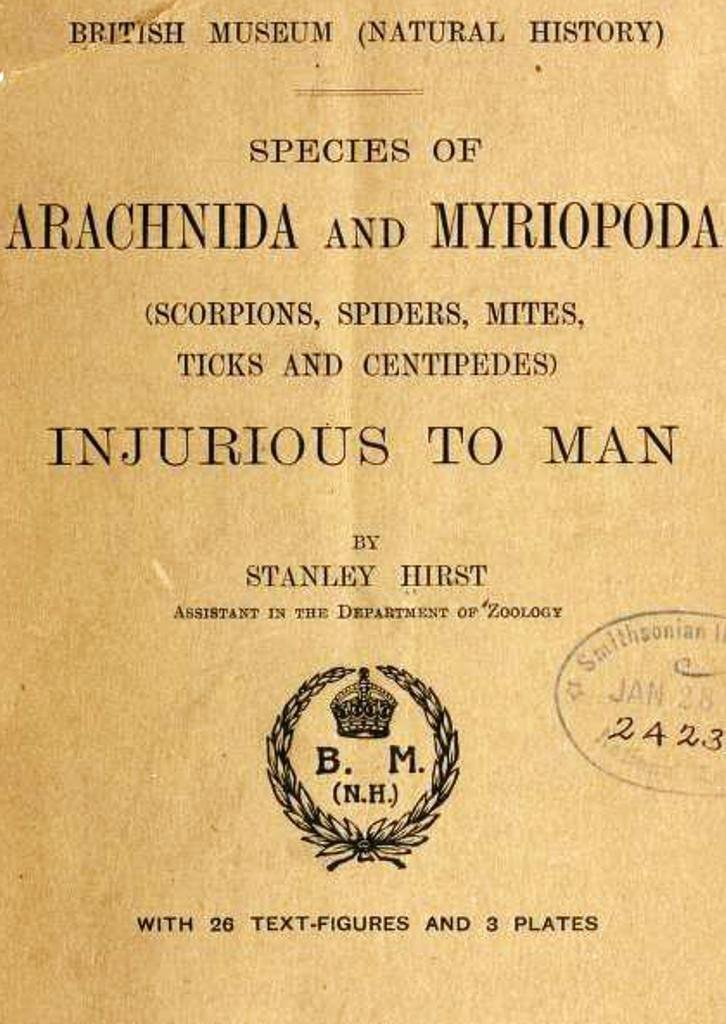
Llibre escrit per Arthur Hirst.

Arthur Stanley Hirst (1883, Hackney - 4 maig de 1930, Oceà Índic) era un entomòleg anglès que va treballar al Museu britànic, i era una autoritat sobre Arachnidae, Myriapoda i Acari.
Nascut a Hackney on el seu pare practicava medicina, va ser educat al Merchant Taylor's School de Northwood, i va estudiar zoologia a la Universitat de Londres. A l'octubre de 1905 va ser contractat com ajudant al Museu britànic, al principi treballant en la col·lecció de mamífers i poc després va ser posat al càrrec de les col·leccions d'Arachnida i Myriapoda, succeint Reginald Innes Pocock. Amb el material abundant de què disposa descriu noves aranyes, opilions, escorpins i milpeus. També fa alguna feina en les aranyes d'Austràlia, les illes de l'Oceà Índic, Índia i Àfrica.
L'any 1927 emmalalteix i deixa el Museu per anar a Austràlia i cercar un clima més sec, on va continuar els seus estudis a la Universitat d'Adelaida. L'abril del 1930, aprofitant una millora en la seva salut, va provar de retornar a Anglaterra, però mort abans d'arribar a Colombo.

## Publicacions
- Hirst, A. Stanley, 1909a. Arachnida. p. 158. In: "The Fauna of the Cocos-Kneeling Atoll", collected by F. Wood Jones (F. Wood Jones, ed.). Proceedings of the Zoological Society of London, 1909(1): 132-160.
- Hirst, A. Stanley, 1909b. "Ruwenzori Expedition Reports 6 Arachnida". London, Stanley Gardiner. No. xviii. The Araneae, Opiliones and Pseudoscorpiones. Transactions of the Linnean Society of London, Zoology, 19 pt. 1 pp. 57-58.
- Hirst, A. Stanley, 1911a. "On a collection of Arachnida and Chilopoda made by Mr. S. A. Neave in Rhodesia, north of the Zambesi". Manchester Mem. Lit. Phil. Soc. 2: 56. 11 pages.
- Hirst, A. Stanley, 1911b. "On some new Opiliones from Japan and the Loo-Choo Islands". Annals and Magazine of Natural History, London, ser. 8, 8: 625-636.
- Hirst, A. Stanley, 1911c. "Percy Sladen Trust Expedition to the Indian Ocean in 1905 under the leadership of Mr. J. Stanley Gardiner". No. xviii. The Araneae, Opiliones and Pseudoscorpiones. Transactions of the Linnean Society of London, Zoology, series 2, 14: 379-395.
- Hirst, [A.] Stanley, 1912. "Descriptions of new harvest-men of the family Phalangodidae". The Annals and Magazine of Natural History, including Zoology, Botany, and Geology, London, 8th series, 10(55): 63-84, plate I.
- Hirst, A. Stanley, 1913. "The Percy Sladen Trust Expedition to the Indian Ocean in 1905 under the leadership of Mr. J. Stanley Gardiner". No. II.- Second report on the Arachnida - The scorpions, pedipalpi, and supplementary notes on the opiliones and pseudoscorpions. Transactions of the Linnean Society of London, Zoology, series 2, 16: 31-37.
- Hirst, A. Stanley, 1914. "Report on the Arachnida and Myriapoda collected by the British Ornithologists' Union Expedition and the Wollaston Expedition in Dutch New Guinea". Transactions of the Linnean Society of London, Zoology, 20: 325-334.
- Hirst, A. Stanley, 1919. "Studies on Acari No. 1." The Genus Demodex, Owen. Trustees of the British museum, London.
- Hirst, A. Stanley, 1920. "Species of Arachnida and Myriopoda (scorpions, spiders, mites, ticks and centipedes) injurious to man". Trustees of the British museum, London.
- Hirst, A. Stanley, 1923. "On some arachnid remains from the Old Red sandstone (Rhyne chert bed, Aberdeenshire)". Annals and Magazine of Natural History, ser. 9, 12: 455-474.
- Hirst, A. Stanley, 1926. "On some new genera and species of Arachnida". Proceedings of the Zoological Society of London, 1925(84): 1271-1280.[2]